# Ernst Reuter

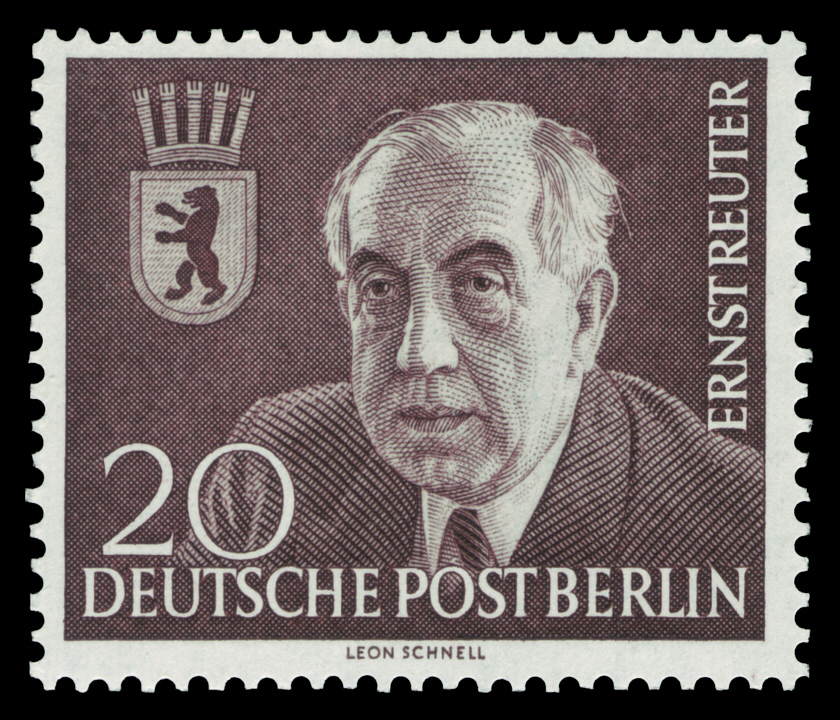
Timbre postal de Alemania Occidental en memoria de Ernst Reuter (1954).

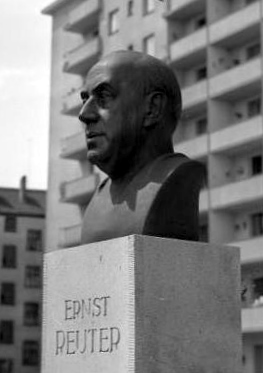

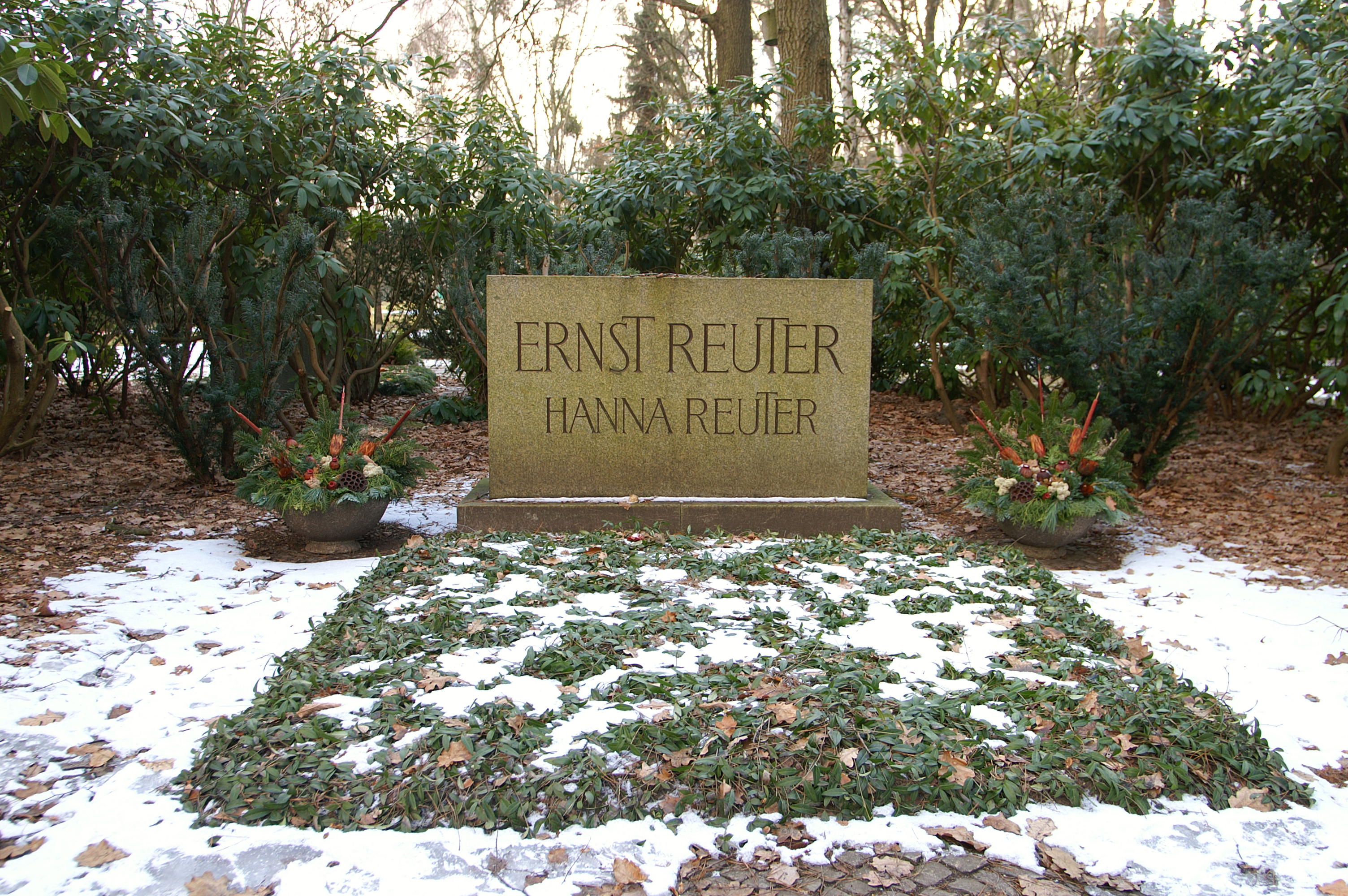
Tumba de Ernst Reuter en Berlín.

Ernst Rudolf Johannes Reuter (Apenrade, Imperio alemán, 29 de julio de 1889-Berlín Occidental, República Federal Alemana, 29 de septiembre de 1953) fue un político alemán y alcalde de Berlín Occidental entre 1948 y 1953. 
Entró en el SPD, partido de ideología socialdemócrata, en 1912. Durante la Primera Guerra Mundial fue herido y cayó prisionero de guerra del Ejército ruso y se asoció con los bolcheviques. Después de la Guerra, Reuter entró en el Partido Comunista de Alemania (KPD), donde fue considerado un "amiguete de Lenin". Sin embargo, a partir de 1921 entró en oposición al líder del KPD, Paul Levi, y dejó el partido comunista para volver a asociarse a los socialdemócratas, primero al Partido Socialdemócrata Independiente (USPD) y, después de la disolución de este, de nuevo al SPD. 
Durante los años veinte era miembro del gobierno de la ciudad de Berlín, ocupándose de los problemas de tráfico y fomentando sobre todo el transporte público, especialmente el metro de Berlín (Berliner U-Bahn).
Después de que los nacionalsocialistas llegaran al poder en 1933, Reuter fue destituido de todos sus cargos e internado durante un tiempo en un campo de concentración. Luego logró exiliarse a Turquía, donde trabajó como profesor de urbanismo.
Después del final de la Segunda Guerra Mundial, Reuter volvió a Alemania, donde a partir de 1946 ocupó de nuevo la consejería de Tráfico de Berlín y en 1947 fue elegido alcalde de la ciudad. Dado que la Unión Soviética se negó a reconocerlo, en 1948 pudo ocupar el cargo solo en los tres sectores occidentales (Berlín occidental).
Durante el bloqueo de Berlín por la URSS (1948/1949), Reuter se convirtió en un símbolo de la voluntad de resistencia del Berlín occidental. Se le conoce sobre todo por un discurso que tuvo delante de las ruinas del edificio del Reichstag, en el que apeló a la comunidad internacional de no abandonar Berlín a las presiones soviéticas ("Pueblos del mundo, ¡mirad esta ciudad! Y ved que a esta ciudad y a este pueblo no lo debéis entregar, no lo podéis entregar.").
Su gran popularidad se convirtió en 1948 en una victoria electoral sin precedentes del SPD, que consiguió el 64,5% de los votos al parlamento de los sectores occidentales la ciudad, el mejor resultado jamás conseguido por un partido alemán en unas elecciones libres a nivel regional. Pese a esta mayoría aplastente, a causa de la situación política peligrosa, Reuter formó un gobierno de coalición con la Unión Demócrata Cristiana (CDU) y el partido liberal LDP (que luego se unió con el FDP).
Además, Reuter fue uno de los impulsores de la Universidad Libre de Berlín, fundada en 1948, ya que la anterior universidad de Berlín (la Universidad Humboldt) se había quedado en la parte oriental de la ciudad. En 1949, Reuter obtuvo el doctorado honoris causa de la Universidad Libre.
Después de la entrada en vigor de la nueva Constitución del Land de Berlín, en 1951 Reuter fue reelegido como alcalde, siendo el primero en llevar el nuevo título oficial de "Alcalde Gobernador" (Regierender Bürgermeister).
El 17 de abril de 1953, se creó la Fundación Alcalde Reuter, que apoyaba a los refugiados que venían a Berlín occidental desde la RDA.
Pocos meses después de la fracasada revuelta obrera contra el gobierno comunista en Berlín oriental del 17 de junio de 1953, aplastada violentamente por las fuerzas armadas de la RDA, Reuter murió de las consecuencias de una infección gripal. Al conocerse la noticia de su muerte, miles de berlineses colocaron espontáneamente velas en sus ventanas. Más de un millón de personas acompañaron al cortejo fúnebre al cementerio del barrio de Zehlendorf.